# Brne Karnarutić
Brne Karnarutić (Zadar, 1515.? – Zadar, između 2. veljače i 27. srpnja 1573.), bio je hrvatski pjesnik.  

## Životopis
Brne Karnarutić rođen je u Zadru oko 1515. godine kao potomak stare plemićke obitelji. Nakon školovanja u Zadru studirao je pravo, vjerojatno u Padovi. Stupivši u mletačku vojsku došao je do čina satnika (capitaneus equitum Croatorum) hrvatskoga konjaništva mletačke vojske. Sudjelovao je u mletačko-osmanskome ratu, 1537. – 1540., kada je bio zapovjednikom odreda hrvatskoga konjaništva. U Zadru je u razdoblju između 1546. i 1550. godine po tri mjeseca godišnje obavljao službu sudca egzaminatora. 1554. godine postao je »pravad govornik« (causidicus nobilis, govornik u parnicama), a sve do 1570. godine u dokumentima se spominjao i kao knežev savjetnik.
Umro je u Zadru 1573. godine. Pokopan je u crkvi sv. Frane.

## Književno stvaralaštvo
Karnarutićev opus čine dva posmrtno tiskana djela, povijesni ep Vazetje Sigeta grada (Mletci, 1584.) i romantični epilij Izvarsita gliubav i napochom nemila i nesrichna smart Pirema (Pirama!) i Tisbe sloxena po Barni Charnarutichiu Zadraninu (Mletci, 1586.). Pisao je čakavskim narječjem.

### Vazetje Sigeta grada
Karnarutićevo djelo Vazetje Sigeta grada (Mletci, 1584.), prvi hrvatski povijesni ep u hrvatskoj književnost koji opjeva sigetsku bitku i tragičnu pogibiju Nikole Šubića Zrinskoga i hrabrih branitelja Sigeta (1566.). Djelo je napisano prema kronici o sigetskoj bitci Podsjedanje i osvojenje Sigeta Franje Črnka, tajnika i komornika Zrinskoga. Ep je posvećen Jurju Zrinskomu, Nikolinu sinu, a nastao je između 1568. i 1572. godine. U djelu je zadržao povjesničarsku objektivnost, ne omalovažava protivničku stranu u ratu, razvidno je njegovo vojničko iskustvo. Hrvatsko mu je domoljublje u uskoj svezi s katoličkim stavom. To se vidi iz prizora kad prije završne bitke Zrinski svojoj vojsci govori kako je turska opsada "kazna za grijeh za moralne propuste kršćana u cijeloj državi". 

#### Izdanja
- 1. izdanje, Mletci, 1584.[1][4](tiskao Rugier d'Alba)[5]
- 2. izdanje, Mletci, 1639.[1] (tiskao Bartul Ginami)[5]
- 3. izdanje, 1661. (prir. Petar Fodroci)[4][6][7]
- 4. izdanje, Vazetje Sigeta grada, složeno po Barni Karnarutiću Zadraninu: Uvod i tumač napisao Velimir Gaj, Narodna tiskanica, Zagreb, 1866. (uvod i tumač napisao Velimir Gaj)[8][9]
- Pretisak i kritičko izdanje, Liber, Zagreb, 1971.

### Izvarsita gliubav...
Djelo Izvarsita gliubav i napochom nemila i nesrichna smart Pirema (Pirama!) i Tisbe sloxena po Barni Charnarutichiu Zadraninu (Mletci, 1586.), napisano prije Vazetja Sigeta grada, romantični je epilij, za kojega je priču Karnarutić preuzeo iz četvrtoga pjevanja Ovidijevih Metamorfoza te ju proširio dodatcima kojih u predlošku nema. Posvetio ga je Antunu Vrančiću. Drugo izdanje ove knjige tiskano je pod nazivom Izvarsna ljubav i napokon nemila i nesrićna smart Pirama i Tižbe, u Mletcima 1627. godine.